# Franciszek Starowieyski
Franciszek Andrzej Bobola Biberstein-Starowieyski (sinh ngày 8 tháng 7 năm 1930 tại Bratkówka - mất ngày 23 tháng 2 năm 2009 tại Warsaw) là một nhà thiết kế đồ họa người Ba Lan. Từ năm 1949 đến năm 1955, ông theo học tại Học viện Mỹ thuật ở Kraków và Warsaw. Franciszek Starowieyski chuyên về thiết kế poster, vẽ, hội họa, thiết kế sân khấu và minh họa sách. Ông từng là thành viên của câu lạc bộ Alliance Graphique International (AGI). Phong cách thiết kế poster của Franciszek Starowieyski đi chệch khỏi chủ nghĩa hiện thực xã hội chủ nghĩa vốn phổ biến trong giai đoạn ông mới bắt đầu sự nghiệp. Ông không đi theo trường phái thiết kế Cyrk thịnh hành lúc bấy giờ. Tuy nhiên, trong sự nghiệp, ông từng tạo ra một poster theo trường phái Cyrk có tên Homage to Picasso vào năm 1966.
Năm 1986, Franciszek Starowieyski trở thành nhà thiết kế đồ họa người Ba Lan đầu tiên có triển lãm cá nhân tại Bảo tàng Nghệ thuật Hiện đại (MoMA) ở New York.

## Giải thưởng
- 1973 - Giải thưởng, Sự kiện nghệ thuật quốc tế, São Paulo (Brazil)
- 1974 - Giải thưởng poster phim, Liên hoan phim Cannes, Cannes (Pháp)
- 1974 - Giải nhì, Sự kiện poster quốc tế, Warsaw (Ba Lan)
- 1978 - Giải nhì, Sự kiện poster quốc tế, Warsaw (Ba Lan)
- 1979 - Gold Plaque, Liên hoan phim quốc tế, Chicago (Hoa Kỳ)
- 1982 - Silver Hugo, Cuộc thi poster phim
- 2000 - Giải ba, Sự kiện poster quốc tế, Warsaw (Ba Lan)

## Triển lãm tiêu biểu
- 1986 – Bảo tàng Nghệ thuật Hiện đại, New York (Hoa Kỳ)
- 2014 - Panstwowa Galeria Sztuki, Sopot (tiếng Ba Lan) "Franciszek Starowieyski Przyjaznie Paryskie 1683-1693", Kolekeja Nelson et Alin Avila

## Sách
- 1984 "F.s Franciszek Strarowieyski posters 1973/1984", biên tập bởi Area
- 1993 "F.s 1690 Franciszek Starowieyski", in thạch bản, biên tập bởi Area
- 1994 "Mélange n°7", in thạch bản, biên tập bởi Area
- 2014 "Franciszek Starowieyski Przyjaznie Paryskie 1683-1693" của Alin Avila, biên tập bởi Panstwowa Galeria Sztuki. ISBN 978-83-61270-81-2
- 2017 Nombreuses affiches de Franciszek Starowieyski sur lesaffiches.com